# نظریه مسیر–هدف
نظریه مسیر-هدف (انگلیسی: Path–goal theory) اثربخشی رهبری یا مدل مسیر-هدف، در نظریه رهبری بیان می‌کند که رفتار یک رهبر، مشروط به رضایت، انگیزه و کارایی زیر دستان او می‌باشد.